# Гевара, Забрина
Забри́на Гева́ра (англ. Zabryna Guevara; род. 12 января 1972, США) — американская актриса. Гевара в начале карьеры появилась в ряде телевизионных шоу, включая «Закон и порядок», «Закон и порядок: Специальный корпус» и «Клан Сопрано», прежде чем в 2006 году сняться на регулярной основе в недолго просуществовавшем сериале CBS «3 фунта». С тех пор она появилась в cериалах «В поле зрения», «Голубая кровь», «C.S.I.: Место преступления», «Чёрная метка», «Готэм» и «Сорвиголова: Рождённый заново», а также играла несущественные роли в фильмах «Марли и я» (2008), «Всё самое лучшее» (2009), «Отверженная» (2011) и «Люди Икс: Дни минувшего будущего» (2014). Также Гевара выступала в Офф-Бродвее.

## Фильмография
| Год          |     | Русское название                    | Оригинальное название             | Роль               |
| ------------ | --- | ----------------------------------- | --------------------------------- | ------------------ |
| 1997         | ф   |                                     | The Hotel Manor Inn               | Дениз              |
| 1997         | с   | Закон и порядок                     | Law & Order                       | Люсита             |
| 2001         | с   | Клан Сопрано                        | The Sopranos                      | Клерк              |
| 2002         | с   | Закон и порядок: Специальный корпус | Law & Order: Special Victims Unit | Энни Колон         |
| 2003         | кор |                                     | Whispers                          | женщина в поезде   |
| 2005         | ф   |                                     | Everyone's Depressed              | Донна              |
| 2006         | с   | 3 Фунта                             | 3 lbs                             | Мелани Ортис       |
| 2008         | ф   | Марли и я                           | Marley & Me                       | медсестра          |
| 2009         | ф   | Нянька по вызову                    | The Rebound                       | учитель в музее    |
| 2010         | ф   | Все самое лучшее                    | All Good Things                   | официантка         |
| 2010         | ф   | Отверженная                         | Pariah                            | мисс Альварадо     |
| 2011         | ф   | Крик в небеса                       | Yelling to the Sky                | Арасели            |
| 2011         | с   |                                     | Future States                     | Джина              |
| 2011         | с   | В поле зрения                       | Person of Interest                | Моника Рамирес     |
| 2012         | ф   | Проклятие моей матери               | The Guilt Trip                    | K-mart Executive   |
| 2012         | с   | Голубая кровь                       | Blue Bloods                       | Анжела             |
| 2012         | с   | C.S.I.: Место преступления          | CSI: Crime Scene Investigation    | доктор Эми Беркман |
| 2012         | с   | Общее дело                          | Common Law                        | Марта Перес        |
| 2012         | с   | Черная метка                        | Burn Notice                       | Эйн                |
| 2014         | ф   | Люди Икс: Дни минувшего будущего    | X-Men: Days of Future Past        | секретарь          |
| 2014—2015    | с   | Готэм                               | Gotham                            | Сара Эссен         |
| 2015         | кор |                                     | Bina                              | Забрина            |
| 2018—2021    | с   | Новый Амстердам                     | New Amsterdam                     | Дора               |
| 2025 — н. в. | с   | Сорвиголова: Рождённый заново       | Daredevil: Born Again             | Шейла Ривера       |